# Wilhelm von Beetz
Wilhelm von Beetz (Berlin, 1822. március 27. – München, 1886. január 22.) német fizikus. 

## Élete
Tanulmányainak befejéze után Berlinben habilitált, és nemsokára fizika tanárként helyezkedett el a tüzér- és  hadapródiskolában. 1855-ben szintén ilyen minőségben ment Bernbe, 1858-ban Erlangenbe, 1868-ban pedig Münchenbe a Műszaki Egyetemre, ahol 1874-től 1877-ig igazgató volt. Legkiválóbb vizsgálódásai a galvanizmusra vonatkoznak, így különösen a galván polarizációra, a galvánelemek erejére, a folyadékok vezetési ellenállására stb.

## Művei
- Leitfaden der Physik (Lipcse, 1883);
- Grundzüge der Elektrizitätslehre (Stuttgart, 1878).